# Пестряков Олег Ігорович
Олег Ігорович Пестряков (нар. 5 серпня 1974, Євпаторія, УРСР) — український футболіст, півзахисник. Працював дитячим тренером у донецькому «Шахтарі».

## Клубна кар'єра
Футбольну освіту здобув у Євпаторії. Перший тренер — Олег Великородний. Потім він навчався у спортивному інтернаті Сімферополя. Професіональну кар'єру розпочав у клубі «Явір» (Краснопілля). У 1994 році Михайло Фоменко запросив Пестрякова до клубу «ЦСКА-Борисфен» (Київ).
Улітку 1996 року він вирішив спробувати свої сили в чемпіонаті Росії. Спочатку захищав кольори столичного ЦСКА, але через те, що не потрапляв до стартової одинадцятки, у 1997 році перейшов до іншого російського клубу, «Ростсельмаша» (Ростов-на-Дону).
У 2000 році він повернувся в Україну, де став гравцем донецького «Шахтаря». У донецькому клубі він грав протягом двох років. На початку 2003 року він зіграв 3 матчі у складі московського «Спартака». Потім захищав кольори запорізького «Металурга», сімферопольської «Таврії» та київського «Арсенала». Улітку 2006 року завершив кар'єру професіонального футболіста в «Таврії».

## Кар'єра у збірній
У 1995 році зіграв 2 матчі та забив 2 м'ячі у футболці збірної України U-21.

## Досягнення
- Вища ліга чемпіонату України
  -  Чемпіон: 2001/02
  -  Срібний призер (3): 1999/00, 2000/01, 2002/03

## Тренерська діяльність
Із 2008 по червень 2014 року працював дитячим тренером у клубній системі донецького «Шахтаря».